# Noogimaa
Noogimaa – niewielka wyspa w zachodniej części Estonii. Znajduje się w pobliżu wyspy Sarema. Wyspa jest niezamieszkana, ma 35,81 ha powierzchni i 3,3 km obwodu×10Ellis.